# Jan Kilian (duchovní)
Jan Kilian (též Johann Kilian či John Kilian; 22. března 1811, Döhlen – 12. září 1884, Serbin, Texas) byl lužickosrsbký evangelický duchovní; duchovní vůdce skupiny evangelických Lužických Srbů, kteří emigrovali roku 1854 z Lužice do Texasu.